# Madonna Buder
Schwester Madonna Buder SFCC (* 24. Juli 1930 in St. Louis, USA) ist eine katholische Ordensschwester und Triathletin aus den USA. Sie hält derzeit den Weltrekord als älteste Triathletin, die jemals einen Ironman beendet hatte. Für ihre sportlichen Leistungen wurde sie 2014 mit der Aufnahme in die USA Triathlon Hall of Fame ausgezeichnet. Sie wird in der Liste der Altersklassenrekorde beim Ironman Hawaii aufgeführt.

## Religiöses Leben
Im Alter von 23 Jahren trat Madonna Buder als Schwester in ein Kloster nahe ihrer Heimat in Missouri ein. 1970 schloss sie sich den Sisters for Christian Community (SFCC) in Spokane an.

## Sportliche Laufbahn
Sister Madonna Buder begann ihre sportliche Laufbahn erst in einem Alter von 48 Jahren. Nachdem sie die Erlaubnis von ihrem Bischof, Father John, bekam, nahm sie zunächst an Läufen und mit 52 Jahren an ihrem ersten Triathlon teil. Als 55-Jährige beendete sie ihren ersten Ironman (3,86 km Schwimmen, 180,2 km Radfahren und 42,195 km Laufen).

Sister Madonna Buder hat mittlerweile mehr als 340 Triathlons bestritten. Dank ihrer Teilnahme an über 45 Ironman-Rennen wird sie auch „Iron Nun“ (Eiserne Nonne) genannt.
In ihrer sportlichen Laufbahn hat sie elf nationale Meistertitel und sechzehn Weltmeistertitel gewonnen. Zwölfmal war sie Altersklassen-Weltmeisterin beim Ironman Hawaii. Mit ihrer erfolgreichen Teilnahme am Ironman Canada 2012 mit einer Gesamtzeit von 16:32:00 h im Alter von 82 Jahren und 32 Tagen hält sie den Weltrekord als älteste Frau, die einen Ironman beendete. Sie wird nur noch von den männlichen Triathleten Lew Hollander übertroffen, der den Ironman Florida 2014 als 84-Jähriger erfolgreich beendete und Hiromu Inada, der 2018 den Ironman Hawaii als 85-Jähriger erfolgreich zu Ende brachte.

Im November 2014 beendete Madonna Buder den Ironman Florida, erreichte das Ziel aber fünf Minuten nach der offiziellen Zeitnahme und wurde damit nicht mehr in der Ergebnisliste aufgenommen. 2019 nahm sie an den nationalen Meisterschaften im Triathlon der USA teil.

## Veröffentlichungen
- Im Oktober 2010 veröffentlichte Sister Madonna Buder ihre Autobiografie mit dem Titel: „The Grace to Race: The Wisdom and Inspiration of the 80-Year-Old World Champion Triathlete Known as the Iron Nun“.